# Goede Herderkerk (Leeuwarden)
De Goede Herderkerk was een kerkgebouw in de Nederlandse stad Leeuwarden  in de provincie Friesland.

## Geschiedenis
De kerk aan de Mr. P.J. Troelstraweg werd in 1954 gebouwd naar ontwerp van architecten  A.C. Nicolai & A.J. Feddema. De kerk was te vergelijken met de Maranathakerk in Eindhoven uit 1953.
Op 29 december 2002 werd de laatste dienst gehouden. Het Flentrop-orgel werd gemaakt in 1957 en werd in 2003 overgeplaatst naar de Fenix in Leeuwarden. In 2004 werd de kerk gesloopt. Op de plaats werd het appartementencomplex Herdershoven gebouwd.